# Егоров, Александр Александрович (генерал-майор)
Алекса́ндр Алекса́ндрович Его́ров (17 сентября 1903, Старая Русса, Новгородская губерния — 24 октября 1988, Москва) — советский военный деятель, генерал-майор (1943 год).

## Биография
Александр Александрович Егоров родился 17 сентября 1903 года в Старой Руссе (ныне — Новгородской области).

### Гражданская война
В марте 1920 года был призван в ряды РККА и служил красноармейцем музыкальной команды 11-х Черкасских курсов. В апреле был направлен на учёбу на 29-е Полтавские пехотные командные курсы УВО, по окончании которых с октября командовал взводом запасного батальона в 3-й Киевской бригаде курсантов. С декабря 1920 года служил на должностях командира взвода и временно исполняющего должность командира роты 52-х Кременчугских пехотных курсов, в составе которых воевал на Южном фронте против повстанцев на Украине.

### Межвоенное время
С ноября 1921 года состоял в распоряжении Киевского управления вузов. В феврале 1922 года стал слушателем Киевской высшей объединенной пехотной школы, по окончании которой с октября 1923 года служил в 47-м стрелковом полку (Ленинградский военный округ) на должностях командира взвода, помощника командира и командира роты, помощника начальника пулеметной команды, временно исполняющего должность начальника полковой школы, помощника командира батальона. С мая 1931 года служил в 48-м стрелковом полку этого же округа на должностях командира стрелкового и учебного батальонов и начальника штаба полка.
С апреля 1934 но июль 1936 года был слушателем заочного факультета Военной академии имени М. В. Фрунзе, а с ноября 1938 года учился на основном факультете этой же академии, по её окончании в мае 1939 года был назначен на должность начальника штаба Управления начальника строительства Псковско-Островского УР Ленинградского военного округа.
В феврале 1940 года был назначен на должность командира 455-го мотострелкового полка (42-я мотострелковая дивизия), в этой должности участвовал в советско-финской войне.
В сентябре 1940 года был назначен на должность начальника 1-го отделения отдела боевой подготовки штаба Ленинградского военного округа.

### Великая Отечественная война
Начало Великой Отечественной войны Егоров встретил в той же должности. В июле 1941 года был назначен на должность начальника штаба, а затем — на должность командира 2-й гвардейской Ленинградской дивизии народного ополчения, принимавшей участие в боях на кингисеппском, копорском и петергофском направлениях. В сентябре 1941 года был назначен на должность начальника штаба 48-й стрелковой дивизии (Приморская оперативная группа), принимал участие в оборонительных боях на петергофском направлении.
В феврале 1942 года был назначен на должность командира 168-й стрелковой дивизии, ведшей ожесточённые бои с противником на ближних подступах к Ленинграду. В январе 1944 года дивизия принимала участие в Ленинградско-Новгородской операции, в ходе которой преследовала противника от пгт Волосово (Ленинградская область) до Пскова, успешно форсировала реки Луга и Плюсса и участвовал в прорыве обороны противника в районе Пскова.
В мае 1944 года генерал-майор Александр Александрович Егоров был назначен на должность командира 119-го стрелкового корпуса, участвовавшего в Псковско-Островской операции. В августе 1944 года был назначен на должность командира 7-го стрелкового корпуса, который под его командованием успешно действовал в ходе Тартуской и Прибалтийской операций, а также при прорыве обороны противника и форсировании реки Гауя на валгском направлении. За нераспорядительность в бою и невыполнение боевых задач от должности командира корпуса Александр Александрович Егоров был отстранен и с сентября 1944 года находился в распоряжении ГУК НКО, а затем в резерве Ставки ВГК. В конце апреля 1945 года был направлен для обучения на ускоренный курс Высшей военной академии имени К. Е. Ворошилова.

### Послевоенная карьера
В октябре 1945 года генерал-майор Александр Александрович Егоров был назначен на должность заместителя командира 23-го гвардейского стрелкового корпуса, в июле 1946 года — на должность командира 107-й гвардейской воздушно-десантной дивизии (39-й гвардейский воздушно-десантный корпус), а в марте 1948 года — на должность начальника Управления боевой подготовки ВДВ. В сентябре 1952 года был отстранен от должности и в ноябре был назначен на должность заместителя командира 8-го гвардейского воздушно-десантного корпуса. С апреля 1955 года находился в распоряжении ГУК, затем в конце июня был назначен на должность заместителя командира 14-го гвардейского стрелкового корпуса (Киевский военный округ).
В июле 1956 года генерал-майор Александр Александрович Егоров вышел в запас. Умер 24 октября 1988 года в Москве.

## Награды
- Орден Ленина (21.02.1945[1]);
- Пять орденов Красного Знамени (1941, 17.02.1944, 05.08.1944, 03.11.1944[1], 1950[1]);
- Орден Отечественной войны 1 степени (06.04.1985[2]);
- Орден Красной Звезды (10.02.1943);
- Медали.